# Ammon (neam)
A nu se confunda cu Amon, zeu din mitologia egipteana.

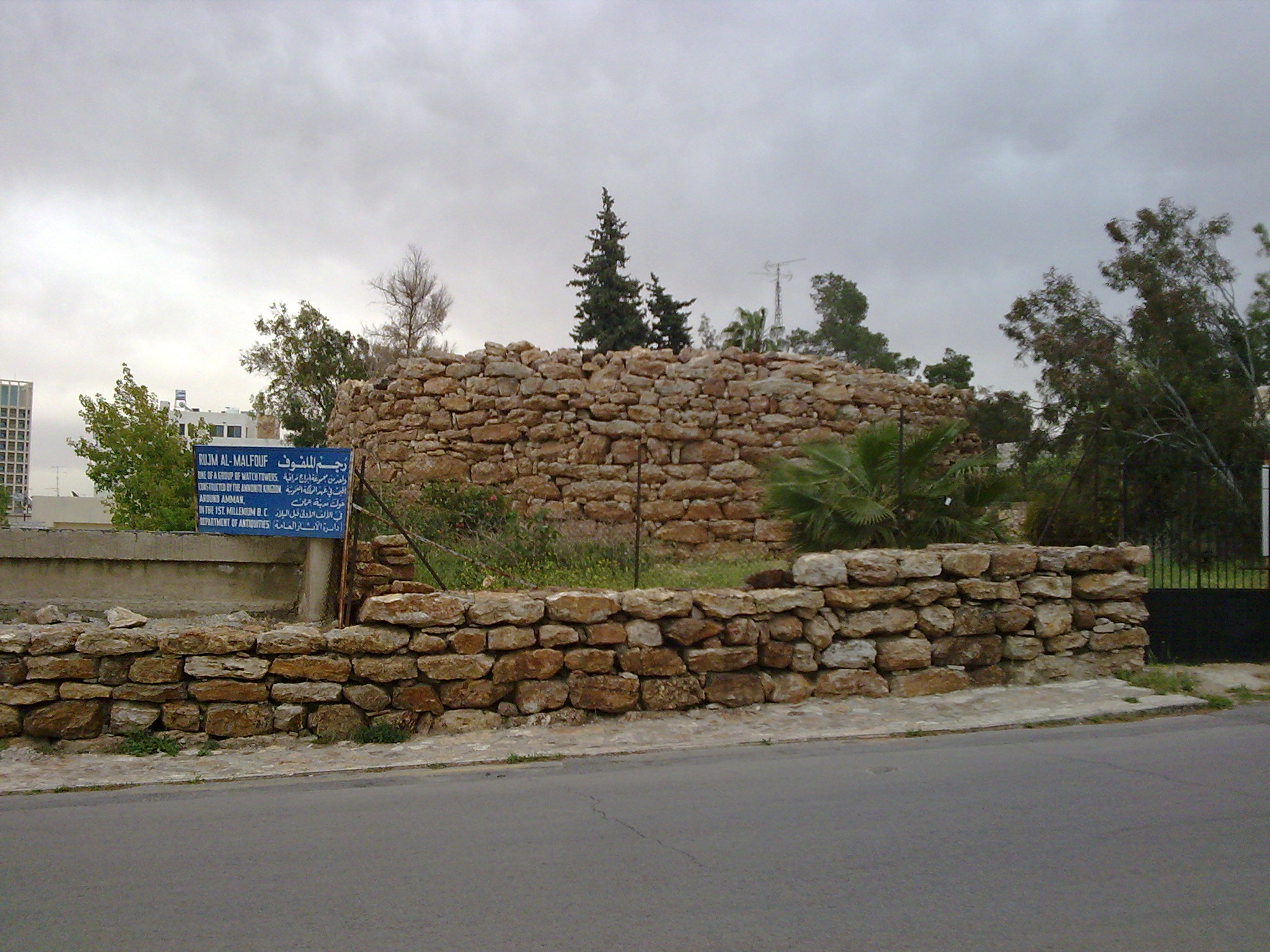
Turn de veghe Amonit la Rujm Al-Malfouf în Amman

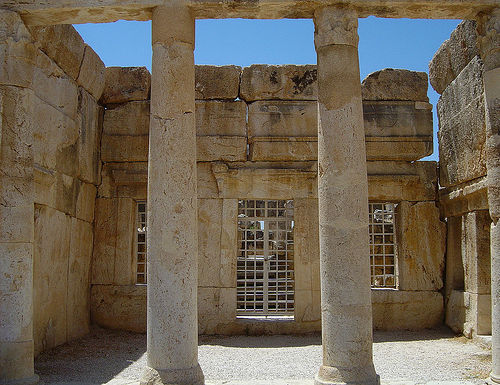
Qasr Al Adb construită de guvernatorul Ammonului în 200 î.Hr.

Ammon (ebraică: עַמּוֹן, ʻAmmôn - popor, arabă: عمّون, ʻAmmūn, greacă: Αμμονιοι, Ammonioi) (sec. X î.Hr. - 332 î.Hr.) a fost un regat semitic din Epoca Bronzului care se întindea la estul râului Iordan. Cetatea de scaun a regatului era Rabbah sau Rabbath Ammon, locul unde se află orașul modern Amman, capitala Iordaniei. Milcom sau Molech este numele biblic al zeilor din Amon. Populația regatului era numită ca "Ammoniți" ori "Copiii lui Ammon".

## Legături externe
- Hertz J.H. (1936) The Pentateuch and Haftoras. "Deuteronomy." Oxford University Press, London.
- Ammon on Bruce Gordon's Regnal Chronologies Arhivat în 7 noiembrie 2005, la Wayback Machine. (also at )